# Chicago Cab
Pour plus de détails, voir Fiche technique et Distribution.
Chicago Cab (titre DVD : Hellcab) est une comédie dramatique américaine réalisée par Mary Cybulski et John Tintori en 1997.

## Synopsis
Les rencontres d'un chauffeur de taxi dans Chicago.

## Fiche technique
- Titre : Chicago Cab
- Titre DVD : Hellcab
- Réalisation : Mary Cybulski et John Tintori
- Scénario : Will Kern
- Genre : comédie dramatique
- Durée : 96 minutes
- Date de sortie : octobre 1997

## Distribution
- Paul Dillon : le chauffeur de taxi
- John C. Reilly : Steve
- Julianne Moore : la femme affolée
- Laurie Metcalf : la cadre
- April Grace : Shalita
- Moira Harris : la religieuse
- Andrew Rothenberg : Homer
- Michael Ironside : Al
- Kevin J. O'Connor : le gars du sud
- John Cusack : l'homme effrayé
- Harry Lennix : le petit ami
- Rana Khan : le Pakistanais
- Darryl Theirse : X-Hat
- Olivia Trevino : la fillette